# The Mother's House
Pour plus de détails, voir Fiche technique et Distribution.
The Mother’s House est un film documentaire sud-africain réalisé par Francois Verster, sorti en 2005.

## Synopsis
Pendant quatre ans, un réalisateur documentaire est sur les traces de Miché, Valencia, sa mère, et Amy, sa grand-mère. Ces trois générations de la famille Moses vivent ensemble dans un des bidonvilles du Cap. A 11 ans, Miché sourit à la caméra : le monde est à ses pieds. Mais avec le temps et les problèmes de famille qui vont grandissant, la violence et la drogue s’invitent dans la vie de Miché.

## Fiche technique
- Réalisation : Francois Verster
- Production : Luna Films
- Scénario : François Verster
- Image : Francois Verster
- Son : Francois Verster
- Musique : Peter Coyote
- Montage : Peter Neil
- Genre : film documentaire
- Durée : 76 minutes
- Dates de sortie :

## Récompenses et distinctions
- Apollo Film Festival, 2006
- Cape Town World Cinema Festival 2005
- Premio Diocesi di Milano 2006
- Norwegian Film Festival
- Zimbabwe International Film Festival 2006